# Freestyleskiën op de Olympische Winterspelen 2022 - Aerials mannen
Het onderdeel aerials voor mannen tijdens de Olympische Winterspelen 2022 vond plaats op 15 en 16 februari 2022 in het Shougang Park nabij Peking. Regerend olympisch kampioen was de Oekraïner Oleksandr Abramenko.

## Tijdschema
| Datum       | Lokale tijd | MET   | Ronde        |
| ----------- | ----------- | ----- | ------------ |
| 15 februari | 19:00       | 12:00 | Kwalificatie |
| 16 februari | 19:00       | 12:00 | Finale       |

## Uitslag

### Kwalificatie 1
| Q | = Gekwalificeerd voor de eerste finale. |

| Rang | Bib | Naam                 | Land             | Score  | Opm. |
| ---- | --- | -------------------- | ---------------- | ------ | ---- |
| 1    | 4   | Qi Guangpu           | China            | 127,88 | Q    |
| 2    | 3   | Jia Zongyang         | China            | 125,67 | Q    |
| 3    | 7   | Noé Roth             | Zwitserland      | 123,08 | Q    |
| 4    | 9   | Eric Loughran        | Verenigde Staten | 121,24 | Q    |
| 5    | 13  | Oleksandr Abramenko  | Oekraïne         | 120,36 | Q    |
| 6    | 20  | Christopher Lillis   | Verenigde Staten | 119,91 | Q    |
| 7    | 10  | Stanislav Nikitin    | Russische ploeg  | 119,47 |      |
| 8    | 15  | Justin Schoenefeld   | Verenigde Staten | 118,59 |      |
| 9    | 17  | Ilja Boerov          | Russische ploeg  | 117,65 |      |
| 10   | 19  | Stanislau Hladchenko | Wit-Rusland      | 115,49 |      |
| 11   | 14  | Miha Fontaine        | Canada           | 115,05 |      |
| 12   | 6   | Wang Xindi           | China            | 114,60 |      |
| 13   | 16  | Émile Nadeau         | Canada           | 112,83 |      |
| 14   | 5   | Pirmin Werner        | Zwitserland      | 112,22 |      |
| 15   | 12  | Sjerzod Chasjyrbajev | Kazachstan       | 109,74 |      |
| 16   | 21  | Maksim Goestik       | Wit-Rusland      | 109,74 |      |
| 17   | 23  | Lloyd Wallace        | Groot-Brittannië | 108,41 |      |
| 18   | 22  | Pavel Dzik           | Wit-Rusland      | 106,20 |      |
| 19   | 25  | Lewis Irving         | Canada           | 103,98 |      |
| 20   | 11  | Nicolas Gygax        | Zwitserland      | 101,77 |      |
| 21   | 1   | Maksim Boerov        | Russische ploeg  | 95,02  |      |
| 22   | 18  | Oleksandr Okipniuk   | Oekraïne         | 92,76  |      |
| 23   | 2   | Sun Jiaxu            | China            | 85,40  |      |
| 24   | 8   | Dmytro Kotovskyi     | Oekraïne         | 73,89  |      |

### Kwalificatie 2
| Q | = Gekwalificeerd voor de eerste finale. |

| Rang | Bib | Naam                 | Land             | Ronde 1 | Ronde 2 | Beste  | Opm. |
| ---- | --- | -------------------- | ---------------- | ------- | ------- | ------ | ---- |
| 1    | 18  | Oleksandr Okipniuk   | Oekraïne         | 92,76   | 125,00  | 125,00 | Q    |
| 2    | 5   | Pirmin Werner        | Zwitserland      | 112,22  | 123,45  | 123,45 | Q    |
| 3    | 17  | Ilja Boerov          | Russische ploeg  | 117,65  | 120,36  | 120,36 | Q    |
| 4    | 10  | Stanislav Nikitin    | Russische ploeg  | 119,47  | 86,88   | 119,47 | Q    |
| 5    | 15  | Justin Schoenefeld   | Verenigde Staten | 118,59  | 105,88  | 118,59 | Q    |
| 6    | 19  | Stanislau Hladchenko | Wit-Rusland      | 115,49  | 107,69  | 115,49 | Q    |
| 7    | 14  | Miha Fontaine        | Canada           | 115,05  | 107,69  | 115,05 |      |
| 8    | 6   | Wang Xindi           | China            | 114,60  | 98,19   | 114,60 |      |
| 9    | 8   | Dmytro Kotovskyi     | Oekraïne         | 73,89   | 114,03  | 114,03 |      |
| 10   | 1   | Maksim Boerov        | Russische ploeg  | 95,02   | 113,28  | 113,28 |      |
| 11   | 16  | Émile Nadeau         | Canada           | 112,83  | 102,26  | 112,83 |      |
| 12   | 2   | Sun Jiaxu            | China            | 85,40   | 110,86  | 110,86 |      |
| 13   | 12  | Sjerzod Chasjyrbajev | Kazachstan       | 109,74  | 69,23   | 109,74 |      |
| 14   | 21  | Maksim Goestik       | Wit-Rusland      | 109,74  | 97,20   | 109,74 |      |
| 15   | 23  | Lloyd Wallace        | Groot-Brittannië | 108,41  | 71,94   | 108,41 |      |
| 16   | 22  | Pavel Dzik           | Wit-Rusland      | 106,20  | 81,45   | 106,20 |      |
| 17   | 25  | Lewis Irving         | Canada           | 103,98  | 80,99   | 103,98 |      |
| 18   | 11  | Nicolas Gygax        | Zwitserland      | 101,77  | 103,62  | 103,62 |      |

### Finales
| Rang   | Bib | Naam                 | Land             | Finale 1 | Finale 1 | Finale 1 | Finale 2 |
| Rang   | Bib | Naam                 | Land             | Score 1  | Score 2  | Rang     | Score    |
| ------ | --- | -------------------- | ---------------- | -------- | -------- | -------- | -------- |
| Goud   | 4   | Qi Guangpu           | China            | 125,22   | 114,48   | 4        | 129,00   |
| Zilver | 13  | Oleksandr Abramenko  | Oekraïne         | 123,53   | 113,57   | 5        | 116,50   |
| Brons  | 17  | Ilja Boerov          | Russische ploeg  | 109,05   | 129,50   | 1        | 114,93   |
| 4      | 5   | Pirmin Werner        | Zwitserland      | 126,24   | 114,93   | 2        | 111,50   |
| 5      | 15  | Justin Schoenefeld   | Verenigde Staten | 120,36   | 123,53   | 6        | 106,50   |
| 6      | 20  | Christopher Lillis   | Verenigde Staten | 125,67   | 122,17   | 3        | 103,00   |
| 7      | 3   | Jia Zongyang         | China            | 123,45   | 88,69    | 7        | –        |
| 8      | 7   | Noé Roth             | Zwitserland      | 122,13   | 110,41   | 8        | –        |
| 9      | 18  | Oleksandr Okipniuk   | Oekraïne         | 91,40    | 122,01   | 9        | –        |
| 10     | 10  | Stanislav Nikitin    | Russische ploeg  | 117,26   | 119,00   | 10       | –        |
| 11     | 19  | Stanislau Hladchenko | Wit-Rusland      | 115,93   | 116,29   | 11       | –        |
| 12     | 9   | Eric Loughran        | Verenigde Staten | 111,95   | 90,50    | 12       | –        |